# Tommy Smith (ur. 1990)
Tommy Smith (ur. 31 marca 1990 w Macclesfield) – nowozelandzki piłkarz angielskiego pochodzenia występujący na pozycji środkowego lub lewego obrońcy. Jest piłkarzem Auckland FC oraz reprezentacji Nowej Zelandii.

## Kariera klubowa
Tommy Smith zawodową karierę rozpoczął w sierpniu 2007, kiedy to podpisał 3-letni kontrakt z Ipswich Town. W lutym 2008 został wypożyczony na miesiąc do grającego w Conference National klubu Stevenage Borough. Następnie wypożyczenie zostało przedłużone do końca sezonu, a Smith rozegrał dla nowego zespołu 15 ligowych pojedynków. Po zakończeniu rozgrywek obrońca powrócił do Ipswich. W jego barwach zadebiutował 9 sierpnia w przegranym 1:2 pojedynku Championship z Preston North End, kiedy to rozegrał pełne 90 minut. Podczas jednego z treningów Smith złamał kostkę, przez co był wykluczony z gry na kilka miesięcy.
W trakcie rekonwalescencji Smitha na stanowisku trenera Ipswich Jima Magiltona zastąpił Roy Keane. Po powrocie do zdrowia, od początku sezonu 2009/2010 Nowozelandczyk stał się podstawowym zawodnikiem swojej drużyny. Złamał jednak rękę, przez co ponownie nie mógł grać. Miejsce na środku obrony na stałe zajęli Gareth McAuley i Damien Delaney. 7 stycznia 2010 Smith został wypożyczony do Brentford, a do Ipswich powrócił 15 marca.

## Kariera reprezentacyjna
Smith początkowo występował w młodzieżowych reprezentacjach Anglii. Z drużyną do lat 17 dotarł do ćwierćfinału Mistrzostw Świata Juniorów 2007. Sam na turnieju pełnił rolę rezerwowego i wystąpił tylko w pierwszym spotkaniu rundy grupowej z Koreą Północną. 22 grudnia 2009 Smith zdecydował się jednak na grę dla Nowej Zelandii. W tamtejszej reprezentacji zadebiutował 3 marca 2010 podczas przegranego 0:2 towarzyskiego meczu z Meksykiem. 10 maja Ricki Herbert powołał Smitha do 23–osobowej kadry na Mistrzostwa Świata w RPA. Został powołany na Puchar Narodów Oceanii 2024.